# Musée de l'Air et de l'Espace
Musée de l'Air et de l'Espace este un muzeu francez, situat în colțul de sud-est al Aeroportul Paris–Le Bourget, în comuna Le Bourget, lângă Paris. A fost creat în 1919 la propunerea renumitului inginer aeronautic francez Albert Caquot (1881-1976). Este unul dintre cele mai vechi muzee ale aviației din lume.